# Анальцим
Анальцим — мінерал класу силікатів (водний алюмосилікат).

## Загальний опис
Білого кольору зі скляним блиском. Будова каркасна. Хімічна формула:Na2[AlSi2O6]•2H2O. Містить (%): Na2О — 13,02; Al2О3 — 22,21; SiO2 — 56,42; H2O — 8,67. Типові домішки: Са, К, іноді Cr, Be. Сингонія кубічна. Спайність недосконала. Густина 2,270±0,030. Твердість 5,0-6,0. Кристали тетрагонтриоктаедричного або кубічного габітусу. Суцільні та зернисті агрегати. Крихкий. Утворюється як вторинний мінерал разом з цеолітами; нерідко є продуктом метасоматичного заміщення нефеліну або содаліту.

## Різновиди
Розрізняють: 
- анальцим каліїстий (відміна анальциму, яка містить понад 4 % К2О);
- анальцим кубічний (зайва назва анальциму);
- анальцим мутний (кристали анальциму, що помутніли внаслідок вторинних змін);
- анальцим натріїстий (чисто натріїста відміна анальциму);
- анальцим натріїсто-каліїстий (відміна анальциму, яка містить понад 4 % К2О);
- анальцим натріїсто-цезіїстий (відміна анальциму, в якій 50 % йонів Na і молекул Н2О заміщується цезієм); анальцим-псевдолейцит (назва анальциму та лейциту).